# Mrtva priroda
Mrtva priroda – trzeci album studyjny serbskiego zespołu Riblja čorba. Album został wydany 3 października 1981 roku nakładem wytwórni PGP RTB. Nagrań dokonano w studio V PGP RTB. W 1998 album został sklasyfikowany na 19. miejscu listy 100 najlepszych rockowych i popowych albumów wydanych w byłej Jugosławii, opublikowanej w książce YU 100: najbolji albumi jugoslovenske rok i pop muzike (YU 100: najlepsze albumy jugosłowiańskiej rock i pop muzyki).

## Lista utworów
| Nr  | Tytuł utworu                                            | Słowa                  | Muzyka                                | Długość |
| --- | ------------------------------------------------------- | ---------------------- | ------------------------------------- | ------- |
| 1.  | „Volim, volim, volim, volim žene”                       | Bora Đorđević          | Bora Đorđević, Momčilo Bajagić Bajaga | 2:20    |
| 2.  | „Ne veruj ženi koja puši Drinu bez filtera (Ostavi je)” | Bora Đorđević          | Momčilo Bajagić Bajaga                | 3:22    |
| 3.  | „Ja sam se ložio na tebe”                               | Momčilo Bajagić Bajaga | Momčilo Bajagić Bajaga                | 3:26    |
| 4.  | „Prevara”                                               | Bora Đorđević          | Miša Aleksić, Vicko Milatović         | 3:10    |
| 5.  | „Pobeći negde”                                          | Bora Đorđević          | Rajko Kojić                           | 5:18    |
| 6.  | „Pekar, lekar, apotekar”                                | Bora Đorđević          | Bora Đorđević                         | 2:48    |
| 7.  | „Odlazak u grad”                                        | Bora Đorđević          | Miša Aleksić, Momčilo Bajagić Bajaga  | 2:48    |
| 8.  | „Vetar duva, duva, duva”                                | Bora Đorđević          | Bora Đorđević                         | 2:33    |
| 9.  | „Na zapadu ništa novo”                                  | Bora Đorđević          | Bora Đorđević                         | 2:33    |
| 10. | „Neću da ispadnem životinja”                            | Bora Đorđević          | Bora Đorđević                         | 3:40    |
|     |                                                         |                        |                                       | 31:58   |

## Twórcy
- Bora Đorđević – śpiew
- Rajko Kojić – gitary
- Momčilo Bajagić Bajaga – gitary
- Miša Aleksić – gitara basowa
- Vicko Milatović – perkusja
- Kornelije Kovač – instrumenty klawiszowe
- John McCoy – produkcja muzyczna
- Tony Taverner – nagranie
- Jugoslav Vlahović – opracowanie graficzne, fotografie[2]